# 卡戴珊家族
卡戴珊家族，也被称为卡戴珊-詹纳家族，是一个在娱乐、真人秀、时装设计和商业领域享有盛誉的美国家族。由罗伯特·卡戴珊和克莉丝·詹纳创立，由他们的孩子考特妮、金、科勒和罗伯卡戴珊以及他们的孙子组成。克莉絲和罗伯特在1991年离婚后，克莉絲与凯特琳·詹纳（当时布鲁斯）结婚，与她育有两个女儿，肯德尔和凯莉·詹纳。凯特琳（当时的布鲁斯）和演员琳达·汤普森结婚并育有布兰登詹纳和布羅迪·詹納   。
考特妮之前曾与美国企业家斯科特·迪斯克交往过；他们有三个孩子。金与美国说唱歌手兼唱片制作人肯伊·威斯特结婚（目前已分居）；他们有四个孩子。科勒目前正在与加拿大篮球运动员特里斯坦·汤普森交往并育有一子。 罗伯之前与美国说唱歌手和模特布蕾·查娜交往过；他们有一个孩子。凯莉·詹纳目前正在与美国说唱歌手兼歌手特拉维斯·斯科特约会；他们有一个孩子，目前正在期待第二个孩子。
罗伯特·卡戴珊最初因为担任辛普森案被告人O·J·辛普森的辩护律师而得到广受关注，随后卡戴珊家族伴随着金·卡戴珊与歌手雷·J 2002年的性爱录像带事件，逐渐演变为一个真人秀商业帝国。 在那之后魅力杂志 称他们为“美国最著名的家族”，  他们还被Insider杂志社称为“世界上最有影响力的家族‘王朝’之一”， 时尚 (Vogue)杂志称他们为 2010 年代最具影响力的一群人。 伊恩·哈尔珀林(Ian Halperin) 特别撰写了《卡戴珊王朝：美国最具权势大家族争议性的崛起》一书。 
该家族以真人秀节目闻名，持续时间最长的节目是与卡戴珊一家同行（2007-2021）。衍生剧集包括考特尼和金在迈阿密 （2009-2013）； 考特尼和科勒在迈阿密（2009-2013）； 考特尼和金在纽约 (2011–2012)；科勒和拉马尔(2013); 考特尼和金在迈阿密 (2014–2015)； 考特尼和科勒在汉普顿 (2014–2015)；和冲刺玩偶 (2015)。

## 家庭背景
老罗伯特·卡戴珊是海伦和亚瑟·卡戴珊的儿子。他的四个祖父母都是亚美尼亚人，来自现土耳其的卡拉卡莱和埃尔祖鲁姆镇，他们在20世纪初从当时的俄罗斯帝国移民到美国。这家人在1915年开始的亚美尼亚种族灭绝发生前就离开俄罗斯帝国。

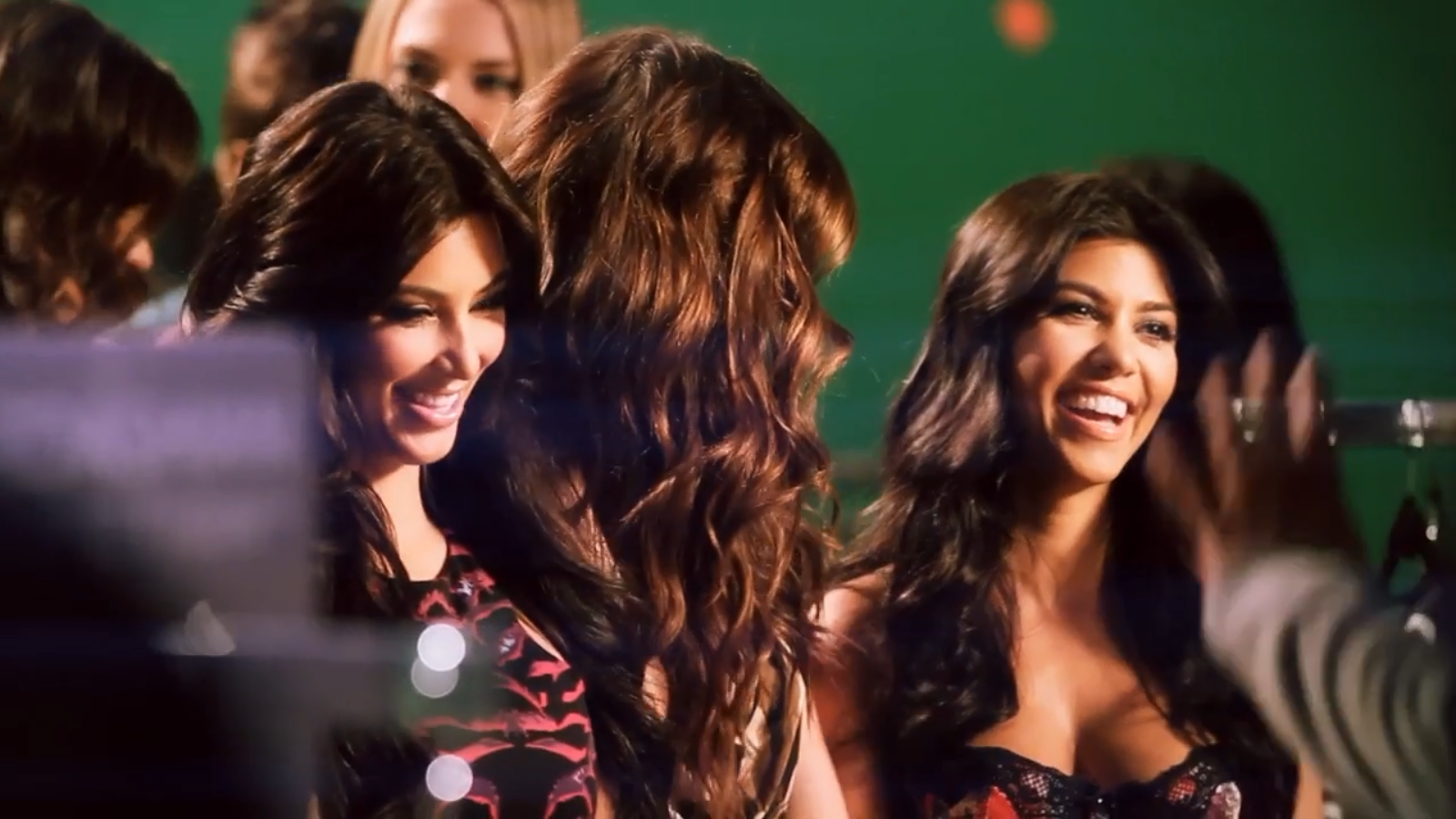
卡戴珊

## 家谱

### 卡戴珊家谱
- 塔托斯·萨哈特尔·卡戴珊, m.。哈马斯·沙卡里安
  - 阿瑟·卡戴珊，m.海伦·阿拉克里安
    - 罗伯特·卡戴珊 (b.1944年2月22日), m.海伦·阿拉凯里安。克莉絲·詹納 (b.1955年11月5日)
      - 葛妮·卡戴珊 (b.1979年4月18日)，曾与斯科特·迪西克 (b.1983年5月26日)结为伴侶。m.特拉维斯·巴克 (b. 1975年11月14日)
        - 梅森·达什·迪西克 (b.2009年12月14日)
        - 佩内洛普·苏格兰·迪西克 (b. 2012年7月8日)
        - 瑞恩·阿斯顿·迪西克 (b.2014年12月14日)
        - 洛基·十三·巴克 (b.2023年11月1日)[10]

      - 金·卡戴珊 (b.1980年10月21日), m.. 曾与肯伊·威斯特 (b. 1977年6月8日)結婚。
        - 娜芙·韦斯特 (b.2013年6月15日)
        - 圣·韦斯特 (b.2015年12月5日)
        - 芝加哥·韦斯特 (b.2018年1月15日)
        - 桑·韦斯特 (b.2019年5月10日)

      - 科勒·卡戴珊 (b.1984年6月27日)，曾与特里斯坦·汤普森 (b.1991年3月13日)合伙。
        - 特魯·汤普森 (b. 2018年4月12日)
        - 塔圖姆·湯普森 (b. 2022年7月28日)

      - 小罗伯特·卡戴珊 (b.1987年3月17日)，曾与布蕾-查娜 (b.1988年5月11日)合伙。
        - 梦·雷妮·卡戴珊 (b.2016年11月10日)

    - 芭芭拉·卡戴珊·弗里曼
    - 托马斯·"汤姆"·卡戴珊，m.。琼·"琼妮" 罗伯茨（原名埃斯波西托）[11]

### 卡戴珊-詹纳家谱
- 威廉·休·詹纳 m.。埃斯特·鲁斯·麦奎尔
  - 凯特琳·詹纳（b.1949年10月28日），m.。克莉絲·詹納 (b. 1955年11月5日)
    - 坎达儿·珍娜 (b.1995年11月3日)
    - 凯莉·珍娜 (b.1997年8月10日)，曾与特拉维斯·斯科特 (b.1991年4月30日)合伙。
      - 斯托米·韦伯斯特 (b. 2018年2月1日)
      - 艾爾·韋伯斯特 (b. 2022年2月2日)

  - 伯特·詹纳(1958-1976)

家谱来源：   